# Philodendron guaiquinimae
Philodendron guaiquinimae är en kallaväxtart som beskrevs av George Sydney Bunting. Philodendron guaiquinimae ingår i släktet Philodendron och familjen kallaväxter. Inga underarter finns listade.